# Arnoldiola quercus
Arnoldiola quercus är en tvåvingeart som först beskrevs av Binnie 1877.  Arnoldiola quercus ingår i släktet Arnoldiola och familjen gallmyggor. Inga underarter finns listade i Catalogue of Life.